# Roscello Vlijter
Roscello Vlijter, né le 1er janvier 2000 à Paramaribo, est un footballeur international surinamais qui joue au poste de milieu de terrain ou défenseur au Peyia 2014 (en), en deuxième division chypriote.

## Biographie

### Carrière en club
Roscello Vlijter a effectué sa formation dans l'académie du SV Robinhood au Suriname, faisant partie du club de sa ville natale depuis son enfance,,. Il commence ensuite sa carrière aux Pays-Bas en 2016, année où il rejoint l'académie du Feyenoord à Rotterdam,, après avoir notamment participé à un camp d'entrainement du Manchester City.
En 2019, il est transféré gratuitement au SC Telstar, qui évolue en Eerste Divisie. Fréquentant à plusieurs reprises le groupe professionnel lors de sa première saison au club, alors qu'il a déjà fait ses débuts internationaux, il est définitivement promu en équipe première à l'été 2020. Il fait ses débuts professionnel le 11 décembre 2020, titularisé au poste de défenseur central lors d'un match de championnat contre l'Almere City FC.

### Carrière en sélection
Déjà international en équipes de jeunes avec le Suriname, Vlijter est sélectionné pour la première fois en équipe du Suriname senior en 2019. Il fait ses débuts avec les Suriboys le 5 septembre 2019, lors du match 1-2 gagné à l'extérieur contre la Dominique en Ligue des nations de la CONCACAF.

## Style de jeu
Formé au poste de milieu de terrain, ayant même joué au poste de milieu offensif pour ses débuts en sélection, c'est néanmoins au poste de défenseur qu'il commence sa carrière professionnelle à Velsen, entre la charnière centrale et le côté gauche.